# ولاية هلمند
ولاية هلمند إحدی الولايات الـ 34 بأفغانستان تقع جنوبي البلاد. عاصمتها لشكر كاه وسكانها حوالي 745,000 نسمة ومساحتها 58,584 کيلو متر مربع. يشکّل البشتون الأکثرية فيها بالإضافة إلی أقلية بلوشية. يتدفق نهر هلمند وسط المحافظة ويروي صحراءها الرحيبة.
تنقل الصحافة العالمية أنباء هلمند والمعارك الدائرة هناك وأشار تقرير إخباري مؤخراً صدر في يونيو 2007 أن محافظة هلمند وحدها تنتج أکثر من 42% من إجمالي مخدرات العالم بينما تعتبر بورما (ميانمار) ثاني أکبر دولة منتجة للمخدرات بعد أفغانستان.
كانت هلمند جزءًا من منطقة قندهار الكبرى حتى جعلتها الحكومة الأفغانية مقاطعة منفصلة في القرن العشرين. وللمحافظة مطار محلي (مطار بوست) في مدينة لاشكرجه كانت تستخدمه قوات الناتو بكثافة. يقع المعسكر البريطاني السابق والمعسكر الأمريكي كامب ليذرنيك على مسافة قصيرة جنوب غرب لاشكارجاه.
يتدفق نهر هلمند عبر المنطقة الصحراوية بشكل أساسي في الإقليم، ويوفر المياه المستخدمة للري. يقع سد كاجاكي، وهو أحد الخزانات الرئيسية في أفغانستان، في منطقة كاجاكي. يُعتقد أن هلمند هي واحدة من أكبر مناطق إنتاج الأفيون في العالم، وهي مسؤولة عن حوالي 42٪ من إجمالي الإنتاج العالمي. يُعتقد أن هذا أكبر من بورما بأكملها، والتي تعد ثاني أكبر دولة منتجة بعد أفغانستان. تنتج المنطقة أيضًا التبغ، وبنجر السكر، والقطن، والسمسم، والقمح، والفول المونج، والذرة، والمكسرات، وعباد الشمس، والبصل، والبطاطس، والطماطم، والقرنبيط، والفول السوداني، والمشمش، والعنب، والبطيخ.
قبل سيطرة طالبان على أفغانستان، كانت مقاطعة هلمند معقلًا لأنشطة التمرد. وقد اعتُبرت المقاطعات «الأكثر خطورة» في أفغانستان. بالإضافة إلى ذلك، تعتبر واحدة من أكثر المناطق محافظة اجتماعيًا في أفغانستان.

## التاريخ

### عهد الأخمينيين
كانت هلمند مأهولة من قبل الشعوب القديمة وحكمها الميديون قبل أن تسقط في أيدي الأخمينيين.
في وقت لاحق، كانت المنطقة جزءًا من نظام حكم Arachosia القديم، وهدفًا متكررًا للغزو بسبب موقعها الاستراتيجي في آسيا، الذي يربط جنوب ووسط وجنوب غرب آسيا.
ورد ذكر وادي نهر هلمند بالاسم في أفستا (فارجارد 1:13) باسم Haetumant ، وهو أحد المراكز أو الأصول المبكرة للديانة الزرادشتية، في التاريخ الأفغاني قبل الإسلام. ومع ذلك، نظرًا لوجود غير الزرادشتيين على الرغم من سيطرة الزرادشتيين قبل أسلمة أفغانستان - وخاصة الهندوس والبوذيين - كانت مناطق هلمند وكابول تُعرف أيضًا باسم «الهند البيضاء» في تلك الأيام.
بعض علماء الفيدية (على سبيل المثال Kochhar 1999) يعتقد أيضًا أن نهر هلمند يتوافق مع نهر Sarasvati المذكور في Rig Veda باعتباره موطن القبائل الآرية قبل الهجرة إلى شبه القارة الهندية، كاليفورنيا. 1500 قبل الميلاد.

### الإسكندر الأكبر إلى العصر الحديث
تم غزوها عام 330 قبل الميلاد من قبل الإسكندر الأكبر وأصبحت جزءًا من الإمبراطورية السلوقية. في وقت لاحق، أصبحت تحت حكم الإمبراطور المورياني أشوكا، الذي أقام عمودًا به نقش ثنائي اللغة باللغتين اليونانية والآرامية. وقد أشير إلى إقليم كجزء من Zabulistan ويحكمها-عبادة الشمس Zunbils قبل مسلم العرب وصلوا في القرن 7TH، الذين كانوا بقيادة عبد الرحمن بن سمارة. سقطت فيما بعد في يد الصفاريين من الزرانج وشهدت أول حكم إسلامي. جعلها محمود الغزني جزءًا من الغزنويين في القرن العاشر، الذين حل محلهم الغوريون.

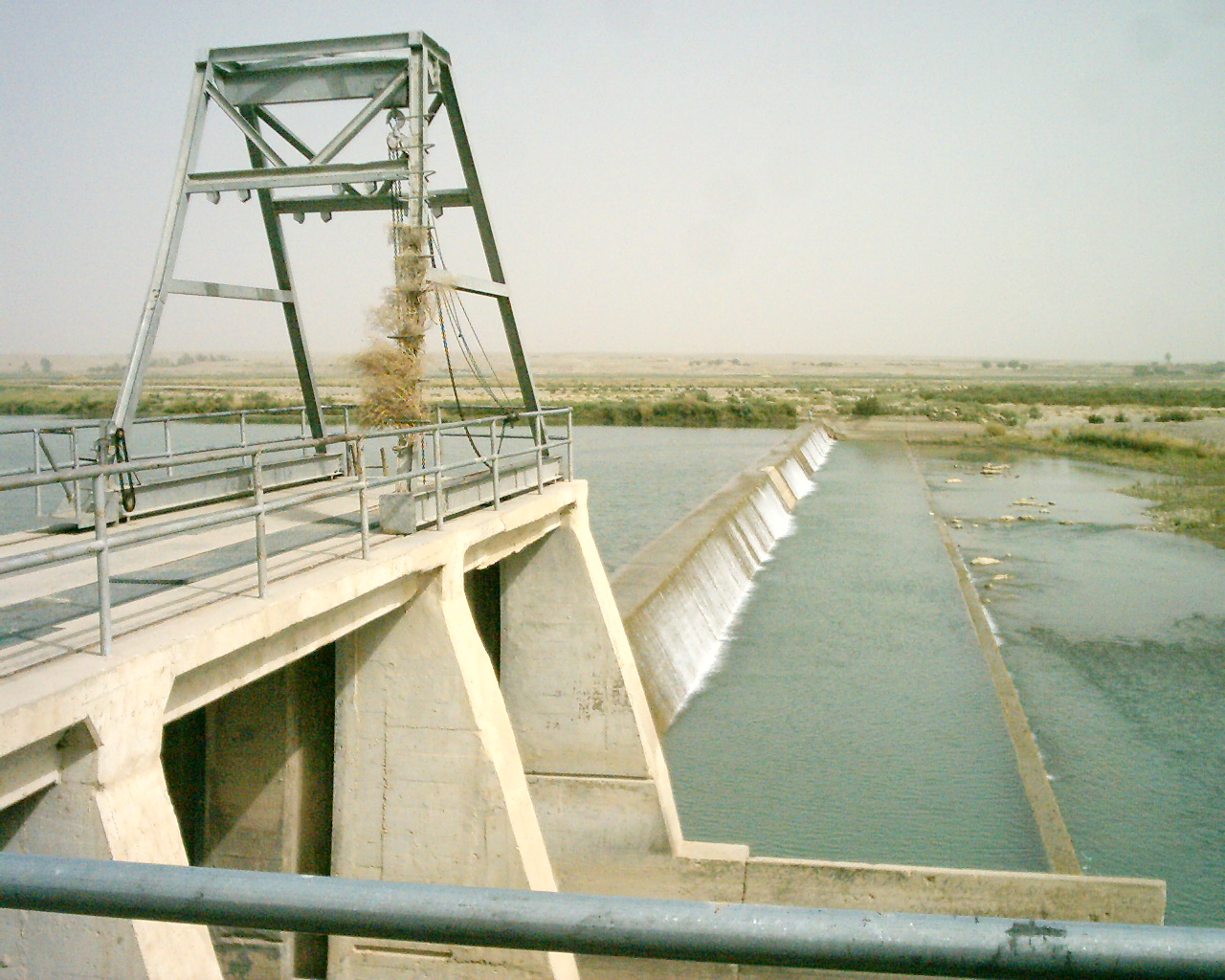
سد جريشك، الذي بنته الولايات المتحدة حوالي الستينيات.

بعد الدمار الذي تسبب فيه جنكيز خان وجيشه المغولي في القرن الثالث عشر، أسس التيموريون الحكم وبدأوا في إعادة بناء المدن الأفغانية. من حوالي عام 1383 حتى وفاته عام 1407، كان يحكمها بير محمد، حفيد تيمور. بحلول أوائل القرن السادس عشر، سقطت في يد بابور. ومع ذلك، غالبًا ما كانت المنطقة محل نزاع من قبل الشيعة الصفويين والسنة المغول حتى صعود مير ويس حوتاك في عام 1709. هزم الصفويين وأسس سلالة هوتاكي. حكمها الهوتاكيس حتى عام 1738 عندما هزم الأفشاريون شاه حسين هوتاكي في ما يُعرف الآن بقندهار القديمة.

### عصر دوراني
عندما وصل أحمد شاه دوراني إلى السلطة عام 1747، بعد اغتيال نادر شاه، بدأ في إعادة توزيع منح الأراضي التي كان قد قدمها سلفه. في ذلك الوقت، كانت منطقة ما يُعرف الآن بمقاطعة هلمند جزءًا من مقاطعة قندهار (التي استمرت حتى تم تقسيمها إلى مقاطعة فرح الجديدة في عهد شير علي خان)، وكانت تُعرف باسم بوشتي رود ، أو «عبر النهر»، مما يعكس كيف كان ينظر إلى المنطقة من قندهار، التي كانت عاصمة أحمد شاه. كانت منطقة Pusht -e Rud تتألف تقليديًا من أربع مقاطعات: زامندوار، ناو زاد، بشت إي رود، وغارمسير. أدى إعادة توزيع أراضي أحمد شاه إلى إضفاء الشرعية على نفوذ أليزاي الحالي في زامندور، في حين أن باراكزاي القوي حصل على بوشتي رود، ومُنحت مقاطعة جارمسير في الجنوب لنورزاي للحماية من غارات البلوش. الآن قسم زاد بين النورزاي والإسحاقزاي. استمر هذا الترتيب، مع استثناءات قليلة، حتى يومنا هذا.
في ذلك الوقت، كما هو الحال الآن، كان عدد قليل نسبيًا من أفراد قبيلة بوبولزاي ‏ (التي ينتمي إليها أحمد شاه دوراني) يعيشون في هلمند. وهكذا كان ملوك الدوراني متناقضين تجاه قبائل المنطقة ولم يفضلوا أي قبيلة على القبائل الأخرى. بدلاً من ذلك، عاملوا القبائل وفقًا لقوتهم النسبية. وهكذا، تلقت عشيرة باراكزاي منصبه وراثي وزراء لولي العهد، وكذلك بعض من أكثر قيمة الأرض في هلمند: السهول الغرينية حول الوقت الحاضر Malgir، باباجي، وسبين مسجد، فضلا عن أهمية إستراتيجية غيريشك.
تغير ذلك في عام 1826، عندما استولى دوست محمد خان، وهو نفسه باراكزاي، على السلطة. زاد دوست محمد الضرائب على القبائل غير المنتمية إلى باراكزاي في هلمند، وخاصة قبائل عليزاي من زامندور. عندما لم يدفع Alizai الضرائب، تم إرسال حملة عقابية Barakzai إلى Zamindawar ، وتم إعدام زعماء عشائر Alizai. خلال هذه الفترة، بدأ Alizai في النظر إلى Barakzai كأعداء، وخلق ديناميكية Alizai-Barakzai التي لا تزال تؤثر بشدة على سياسة هلمند.

### الحروب الأنجلو أفغانية
في عام 1839، خلع البريطانيون دوست محمد خان لصالح بوبولزاي شاه شوجا دوراني. وبذلك، كانوا يأملون في الحد من النفوذ الروسي في أفغانستان. على أمل تأمين ولاء زعماء قبائل هلمندي، أعاد شاه شجاع الألقاب التي كانوا يتمتعون بها سابقًا في ظل حكم بوبولزاي، كما أنه توقف عن فرض الضرائب عليهم حتى أصبح منصبه أقوى. ومع ذلك، فقد أبقى على جباة ضرائب باراكزاي في مناصبهم، واستأنفوا تحصيلها في عام 1840. عندما قُتل محصل ضرائب باراكزاي في ساروان قلعة في ذلك العام، أرسل البريطانيون قوات لفرض التحصيل، وهو خطأ سياسي أدى إلى تمرد مفتوح من قبل أليزاي. من غير المعروف ما إذا كان البريطانيون على دراية بالتداعيات السياسية لقرار شاه شجاع بالاحتفاظ بجامعي ضرائب باراكزاي، لكنهم كانوا مندهشين تمامًا من التمرد الذي أعقب ذلك، مما يعكس نقصًا واضحًا في فهم الديناميكيات المحلية من جانبهم.
كان زعيم التمرد هو أكتور خان، الذي برز إلى الصدارة خلال هذا النزاع. وقد أدى احتجاجه على شرف أليزاي ومناشداته للهوية الجماعية إلى وصوله إلى رئاسة قبيلة أليزاي. بعد بعض المناوشات، عرض البريطانيون إخراج جباة الضرائب من باراكزاي مقابل تشتيت 1300 من أتباع أكتور خان. سرعان ما انهار هذا، وبحلول مايو 1841، قاد أكتور خان قوة من 3000 رجل للقبض على جريشك. استعاد البريطانيون جيريشك في بداية يونيو ثم قادوا حملات عقابية في زامندور، وفي النهاية هُزم التمرد وهرب أكتور خان إلى هرات.
تم إرسال فرسان باراكزاي المدعومين من بريطانيا لتعزيز جريشك في نوفمبر 1841. حاول Alizai مرارًا وتكرارًا الاستيلاء عليها، لكن Barakzai تمكنوا من الحفاظ على سيطرتهم حتى أغسطس 1842 لأن Barakzai الآخر الذي كان يعيش هناك أبقاه جيدًا.
أعيد تنصيب دوست محمد خان لفترة حكم ثانية عندما انسحب البريطانيون من أفغانستان، لكنه واجه صعوبات مالية وسعى للحصول على إعانة من البريطانيين في عام 1857. لقد وزع الأموال من هذا الدعم بشكل غير متساو بين قبائل هلمندى، مفضلاً باراكزاي على الآخرين، الأمر الذي يخل بتوازن القوى بين القبائل. كما قسم الدعم أفغانستان إلى مناطق نفوذ بريطانية وروسية، مع وجود جريشك ونهر هلمند على الحدود بينهما، مما زاد من الأهمية الاستراتيجية للمنطقة. انتهى الدعم في عام 1862 عندما توفي دوست محمد واندلعت أزمة خلافة بين أبنائه. قاتل أبناء هلمند كمرتزقة إلى جانب أحدهم، شير علي خان، ولعبوا دورًا في انتصاره في نهاية المطاف. خاضت المعركة الحاسمة في جريشك عام 1868.
مدينًا لقبائل هلمندي لمساهماتها خلال الحرب، قلص شير علي تحصيل الضرائب في المنطقة وخفض البدلات لخانات باراكزاي. لهذا السبب، لم يتمرد عليزي في عهده. كان التطور الرئيسي الآخر لهلمند (بوشتي رود) خلال فترة حكم شير علي هو أنه نقل مقاطعاتها التقليدية الأربعة إلى مقاطعة فرح التي تم إنشاؤها حديثًا، ونقلها خارج دائرة نفوذ قندهار مما يعني أنه يمكن أن يؤثر على منطقة بوشتي رود. دون المرور بأحد الأقارب في قندهار.
في نوفمبر 1878، غزا البريطانيون أفغانستان مرة أخرى. احتلوا جريشك حتى فبراير 1879. هاجمتهم قوة من أليزاي قوامها 1500 شخص عند انسحابهم. توفي شير علي بعد فترة وجيزة، وأراد البريطانيون احتلال جريشك مرة أخرى كموقع أمامي ضد نجل شير علي أيوب خان. ربما أدرك البريطانيون أن وجود قواتهم التي تحمي حصون هلمندي أزعج السكان المحليين، فقد أرسلوا قوة باراكزاي بالوكالة لاحتلال جريشك.
وجد أيوب خان دعمًا كبيرًا من أبناء هلمند في حملته اللاحقة ضد البريطانيين: انضم ثلاثة أو أربعة آلاف من رجال قبيلة اليزاي، بقيادة رجل يُدعى أبو بكر، إلى جيشه بحلول أكتوبر، كما فعلت وحدة أصغر من نورزاي. شكك في ولاء باراكزاي، أرسل البريطانيون بعض قواتهم لتعزيز جريشك في يوليو 1880، بقيادة جورج بوروز. سرعان ما تمرد باراكزاي وذهب إلى جانب أيوب خان - وهو تحالف نادر بين باراكزاي وأليزاي، وانضم ضد عدو مشترك. انسحب البريطانيون وطارد جيش أيوب خان، مما أدى إلى انتصار أفغاني كبير في معركة مايواند في 27 يوليو. بعد أن حقق هدفهم الرئيسي في هزيمة البريطانيين، غادر أليزاي وعاد إلى زامندور.
هزم البريطانيون في وقت لاحق أيوب خان، لكن انتهى بهم الأمر بالانسحاب من أفغانستان تمامًا، وتنصيب عبد الرحمن خان كحاكم جديد ومنحه إعانة. كان عبد الرحمن خان باني دولة قويًا وذكيًا استخدم الدعم لتمويل جيش محترف. هزم أبو بكر من اليزاي ونفيه، وبعد ذلك تعاون Alizai في دفع الضرائب. استخدم مزيجًا من الحوافز والقوة لنقل إسحاقزاي ونورزاي إلى الجزء الشمالي الغربي من أفغانستان، بعيدًا عن الأراضي الواقعة على طول هلمند التي منحها لهم نادر شاه. كان نقلهم كارثة وانتهى الأمر بالعديد منهم إلى منطقة هلمند.
لكن عندما عادوا، لم يحصلوا إلا على أراض متناثرة وأقل إنتاجية. أدى هذا إلى تغيير ديناميكي القوة في منطقة هلمند بشكل كبير، مما يمثل بداية إسحاقزاي و (بدرجة أقل) حرمان نورزاي من حق التصويت في الحكومة والذي استمر حتى القرن الحادي والعشرين. سيحتل نورزاي أراضٍ هامشية حتى أواخر القرن العشرين، ولا يزال سكان إسحاقزاي مشتتين ومشتتين في جميع أنحاء هلمند اليوم.
أدى إضعاف قبائل هلمند غير باراكزاي، جنبًا إلى جنب مع سياسة عدم التدخل في القبائل، إلى الاستقرار في المنطقة طوال فترة حكم عبد الرحمن. واستمر هذا في عهد ابنه حبيب الله الذي توفي عام 1919.

### مشاريع التنمية في القرن العشرين
كان التطور المهم هو إعادة بناء قناة نهر السراج، ابتداء من عام 1910. أصبحت المناطق المروية حديثًا والتي كانت في السابق صحراوية مأهولة الآن بمجموعات عرقية وقبلية لم تكن في الأصل من هلمند، بما في ذلك اللاجئون من آسيا الوسطى الفارين من الحكم السوفيتي. لذلك تمت تسمية العديد من القرى الواقعة على طول القناة باسم هذه المجموعات، مثل الأوزبكية والتركمان وبوبولزاي. كانت الحكومة قد خططت في الأصل لمواصلة تطوير منطقة هلمند خلال عشرينيات القرن الماضي، لكنها انتهت بتعليق هذا المشروع على الرف بسبب الاضطرابات بشأن الإصلاحات الاجتماعية لأمان الله. في عام 1936، بعد وصول سلالة مصحبان إلى السلطة، بدأت الحكومة في بناء قناة أخرى في هلمند، نهر البغرة. سعت الحكومة الأفغانية في الأصل إلى الحصول على مساعدة مالية وتقنية من الولايات المتحدة، لكن الولايات المتحدة رفضت، لذلك كان الألمان واليابانيون هم من ساهموا. وظّف مشروع نهر البغرة ما يصل إلى 7000 عامل، وكانت هناك أيضًا مشاريع تنموية صغيرة أخرى في المنطقة في نفس الوقت. تم بناء الطرق والجسور وأسلاك الهاتف لربط المستوطنات الكبرى. كان هذا أول مشروع تطوير تحت إشراف خارجي في هلمند. ومع ذلك، عندما اندلعت الحرب العالمية الثانية، طلب البريطانيون طرد المهندسين الألمان واليابانيين من أفغانستان، وكان على الحكومة الاستمرار من تلقاء نفسها.
كانت هلمند مركز برنامج الوكالة الأمريكية للتنمية الدولية في الستينيات لتطوير سلطة هلمند ووادي أرغنداب (HAVA) – أصبحت معروفة محليًا باسم «أمريكا الصغيرة». وضع البرنامج شوارع تصطف على جانبيها الأشجار في لاشكارجاه، وأنشأ شبكة من قنوات الري وأنشأ سد كبير لتوليد الطاقة الكهرومائية. تم التخلي عن برنامج التطوير عندما استولت القوات الموالية للاتحاد السوفيتي على السلطة في عام 1978، على الرغم من أن معظم المقاطعة لا تزال تروى بواسطة HAVA.

### التغييرات الإدارية
بفضل مشاريع الري جزئيًا، أصبحت منطقة Pusht-e Rud أكثر أهمية، وقد أدركت الحكومة ذلك من خلال فصلها عن مقاطعة فرح لإنشاء مقاطعة Gereshk جديدة في عام 1960. تم جعل جريشك العاصمة لتعكس الأهمية التاريخية لباراكزاي، والتي تم تخفيفها بسبب تدفق المستوطنين الخارجيين في المقاطعة. ومع ذلك، فقد اهتمت الولايات المتحدة أكثر بأن مقر HVA كان في Lashkar Gah ، ونجحوا في الضغط على الحكومة الأفغانية لنقل عاصمة المقاطعة هناك. حدث هذا في عام 1964، وأطلق على الإقليم اسم «إقليم هلمند».
لأول مرة منذ عام 1826، لم يعد هلمندي باراكزاي مهيمناً في المنطقة. للتعويض عن ذلك، أعادت الحكومة ترسيم حدود المقاطعات في هلمند بالكامل. ألغيت المقاطعات الأربع التقليدية واستبدلت مناطق جديدة. تم تخصيص «ترتيب» لكل منطقة جديدة، أكبر عددًا من الدوائر التقليدية، والذي يحدد مقدار الموارد التي سيتم تخصيصها لكل منطقة. بالإضافة إلى ذلك، منذ أن أدخل دستور عام 1964 التصويت، تم ترسيم الدوائر الجديدة بطريقة تسمح للحكومة بالحفاظ على النفوذ والسيطرة.
تم تقسيم منطقة Pusht-e Rud الحقيقية، أو Gereshk ، التي كان يهيمن عليها باراكزاي سابقًا، إلى نهر سراج (المنطقة الأولى الوحيدة في المقاطعة)، ونوى (المرتبة الرابعة)، وLashkar Gah (التي، بصفتها العاصمة، كان بروتوكول الموارد الخاص به). تم تقسيم منطقة Lashkar Gah لمنح Barakzai الأغلبية على القبائل المختلطة في المنطقة الحضرية: تم تضمين شريحة من Babaji التي يسيطر عليها Barakzai ، وتم رسم الحدود مع منطقة Nad-e Ali على حدود إقليم Barakzai في بولان. بهذه الطريقة، تمكنت حكومة باراكزاي المركزية من الاحتفاظ بالسيطرة حتى على العاصمة الجديدة هلمند.
وفي الوقت نفسه، تم تقسيم حي عليزاي في زامندور إلى موسى قلعة (الترتيب الثاني)، وباغران (الترتيب الرابع)، وكاجاكي (مركز المنطقة الفرعية). الآن تم تقسيم زاد، بسكانها المختلطين من نورزاي وإسحاقزاي، إلى ناو زاد (المرتبة الثانية) ووشير (منطقة فرعية). كانت مقاطعة غارمسير هي الوحيدة من بين المناطق التقليدية التي بقيت على حالها ؛ تم إعطاؤه حالة الطلب الثالث. تم تجميع 37 من القبائل والأعراق المختلفة التي هاجرت إلى ناد علي ومرجة في منطقة واحدة من الدرجة الثالثة. وأخيرا، فإن منطقة فرعية من سانجين تم إنشاء لفصل Alikozai قبيلة، ترتبط ارتباطا وثيقا باراكزاي، من علي زاي.

### عهد كرزاي وغاني
خلال عملية الحرية الدائمة، ساهم برنامج الوكالة الأمريكية للتنمية الدولية في مبادرة لمكافحة المخدرات تسمى برنامج سبل العيش البديلة (ALP) في المقاطعة. لقد دفعت المجتمعات المحلية للعمل على تحسين بيئتها وبنيتها التحتية الاقتصادية كبديل لزراعة خشخاش الأفيون. قام المشروع بمشاريع الصرف وإعادة تأهيل القنوات. في عامي 2005 و 2006، كانت هناك مشاكل في الحصول على التمويل الموعود للمجتمعات وكان هذا مصدر توتر كبير بين المزارعين وقوات التحالف.
بعد أن تقرر نشر القوات البريطانية في المقاطعة، كلف PJHQ 22 SAS لإجراء استطلاع للمقاطعة. قاد المراجعة مارك كارلتون سميث، الذي وجد المقاطعة في سلام إلى حد كبير بسبب الحكم الوحشي لشير محمد أخوندزادا، والاقتصاد المزدهر الذي يغذيه الأفيون والذي أفاد أمراء الحرب الموالين للحكومة. في يونيو، عاد إلى وزارة الدفاع محذرًا إياهم من إزالة أخوندزاده ومن نشر قوة بريطانية كبيرة من المحتمل أن تتسبب في صراع حيث لم يكن هناك أي نزاع.
أُعلن في يناير 2006 في البرلمان البريطاني أن قوة المساعدة الأمنية الدولية (إيساف) ستحل محل القوات الأمريكية في الإقليم كجزء من عملية هيريك. سيكون اللواء البريطاني 16 هجوم جوي هو قلب القوة في مقاطعة هلمند. وتقع القواعد البريطانية في مناطق سانجين، لشكر غاه وGrishk . تم استبدال القوات البريطانية في سانجين من قبل عناصر من مشاة البحرية الأمريكية الأولى قوة مشاة البحرية إلى الأمام.

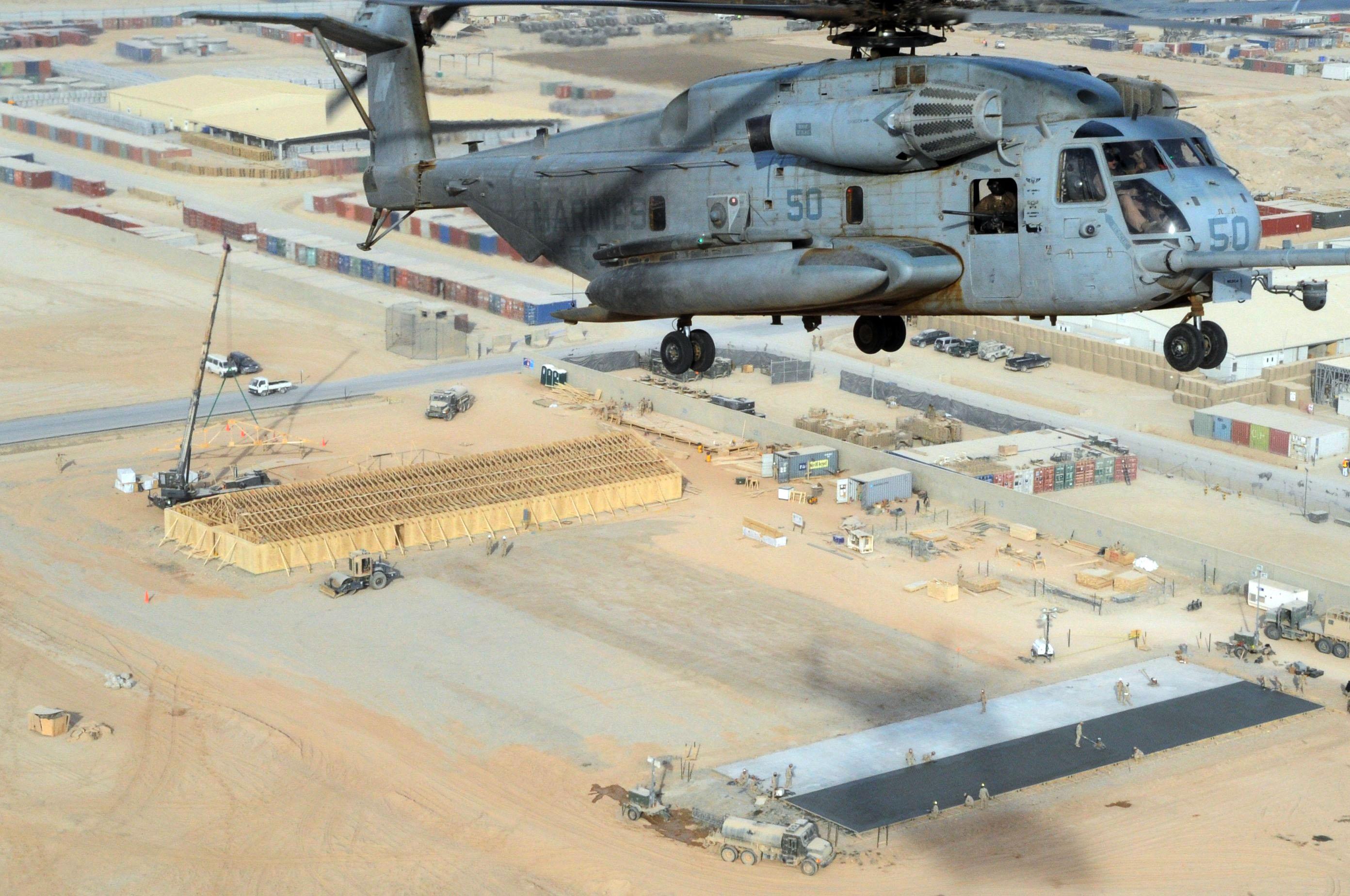
كامب ليذرنيك

في صيف عام 2006، كانت هلمند واحدة من المقاطعات المشاركة في عملية دفع الجبل، وهي مهمة مشتركة بين الناتو وأفغانستان استهدفت مقاتلي طالبان في جنوب البلاد. في يوليو 2006، توقفت هذه المهمة الهجومية بشكل أساسي في هلمند حيث أُجبرت القوات البريطانية والأفغانية الناتو على اتخاذ مواقع دفاعية بشكل متزايد تحت ضغط شديد من المتمردين. رداً على ذلك ، تم زيادة مستويات القوات البريطانية في المقاطعة ، وتم إنشاء معسكرات جديدة في سانجين وجريشك. اشتد القتال بشكل خاص في مناطق سانجين ونواي ونوزاد وغرمسير. كانت هناك تقارير تفيد بأن طالبان اعتبرت مقاطعة هلمند منطقة اختبار رئيسية لقدرتها على الاستيلاء على الأراضي الأفغانية والسيطرة عليها من قوات الأمن الوطني الأفغانية بقيادة الناتو. وصف القادة الميدانيون الموقف بأنه أكثر النزاعات وحشية التي يخوضها الجيش البريطاني منذ الحرب الكورية.

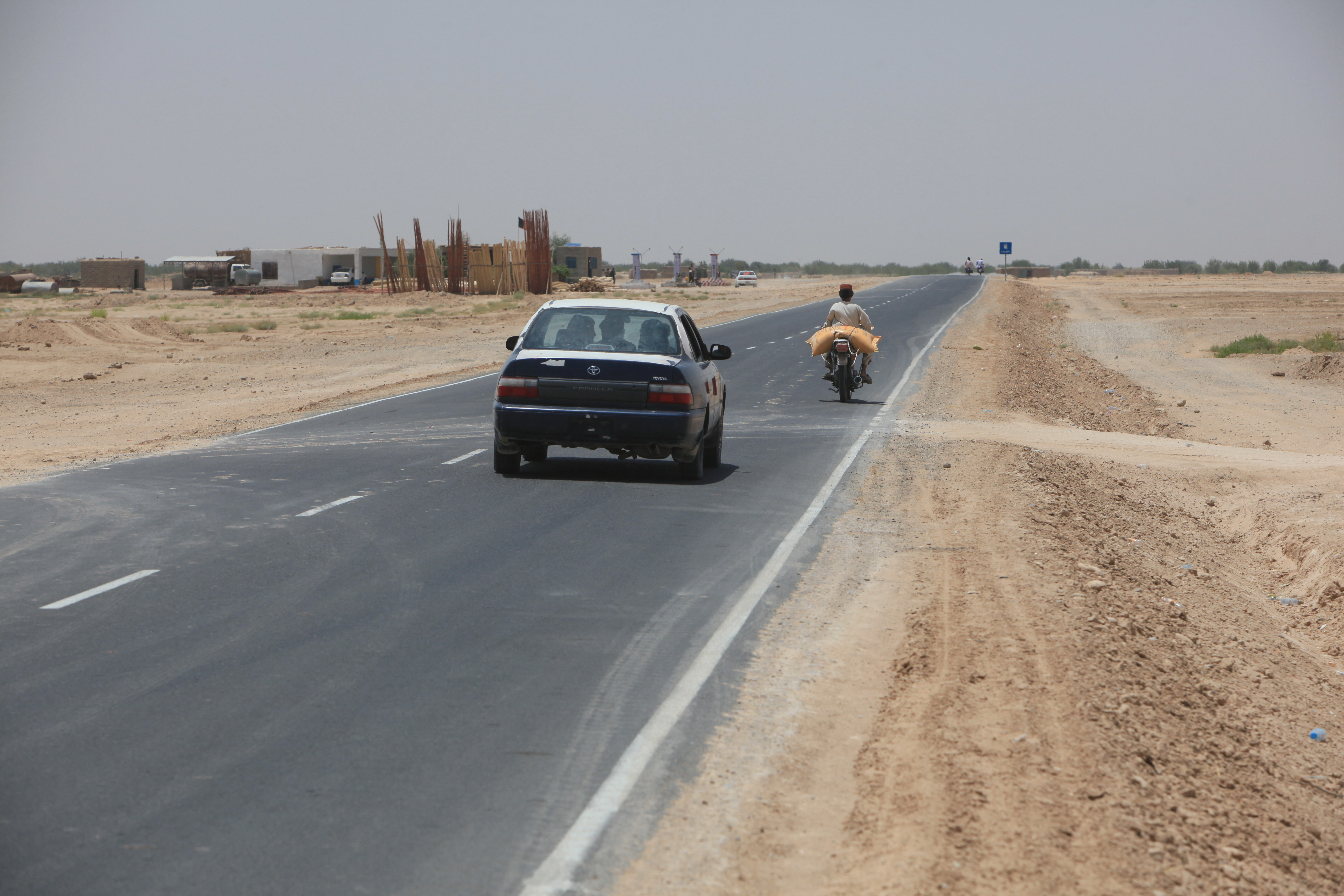
يقود السكان المحليون الطريق الجديد البالغ طوله 12 كيلومترًا والذي بناه الأفغان بالاشتراك مع مرشدين من مشاة البحرية ومهندسين بريطانيين. تم الانتهاء من الطريق الجديد قبل خمسة أشهر من الموعد المحدد وبُني بالكامل من قبل الأفغان.

في خريف 2006، بدأت القوات البريطانية في التوصل إلى اتفاقيات «وقف الأعمال العدائية» مع قوات طالبان المحلية حول مراكز المقاطعات التي كانت تتمركز فيها في وقت سابق في الصيف. بموجب شروط الاتفاق، كان على مجموعتي القوات الانسحاب من منطقة الصراع. أشارت هذه الاتفاقية من القوات البريطانية إلى أن إستراتيجية الاحتفاظ بالقواعد الرئيسية في المنطقة، كما طلب الرئيس الأفغاني حامد كرزاي، لم تكن مقبولة بشكل أساسي مع مستويات انتشار القوات البريطانية. كان الاتفاق أيضًا انتكاسة لمقاتلي طالبان، الذين كانوا يائسين لتعزيز مكاسبهم في الإقليم، لكنهم تعرضوا لضغوط شديدة من مختلف هجمات الناتو.

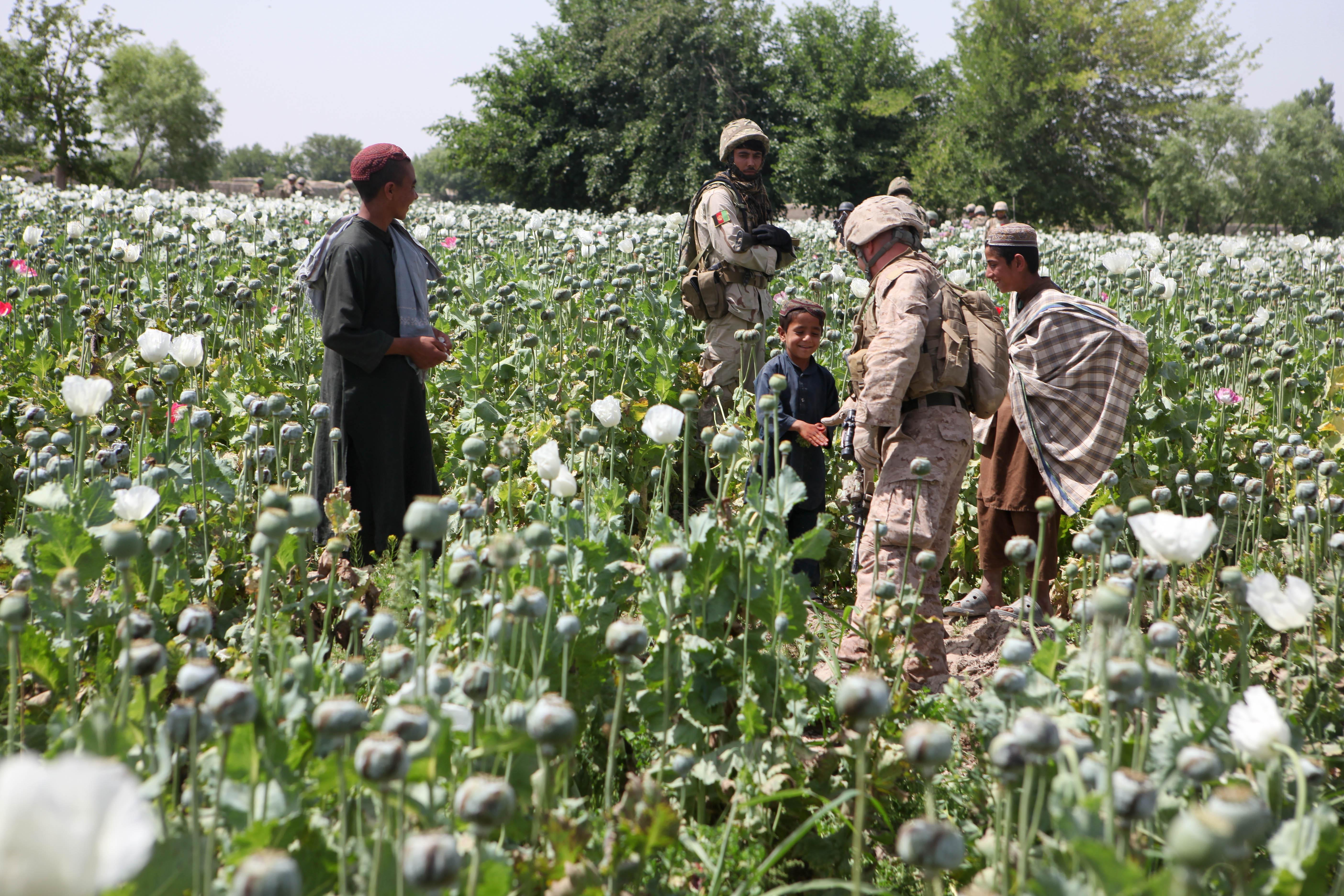
جندي من مشاة البحرية الأمريكية يحيي الأطفال المحليين العاملين في حقل الخشخاش عام 2011.

حددت التقارير الإخبارية المتمردين المشاركين في القتال على أنهم مزيج من مقاتلي طالبان والجماعات القبلية المتحاربة الذين يشاركون بشدة في تجارة الأفيون المربحة في الإقليم. وبالنظر إلى كمية المخدرات المنتجة في المنطقة ، فمن المحتمل أن يكون تجار المخدرات الأجانب متورطين أيضًا.
استمر القتال طوال فصل الشتاء، حيث اتخذت القوات البريطانية والقوات المتحالفة معها موقفًا أكثر نشاطًا ضد متمردي طالبان. تم إطلاق العديد من العمليات بما في ذلك عملية السيليكون في بداية الربيع. في مايو 2007، قتل الملا داد الله، أحد كبار قادة طالبان، إلى جانب 11 من رجاله على يد القوات الأفغانية بقيادة الناتو في هلمند.

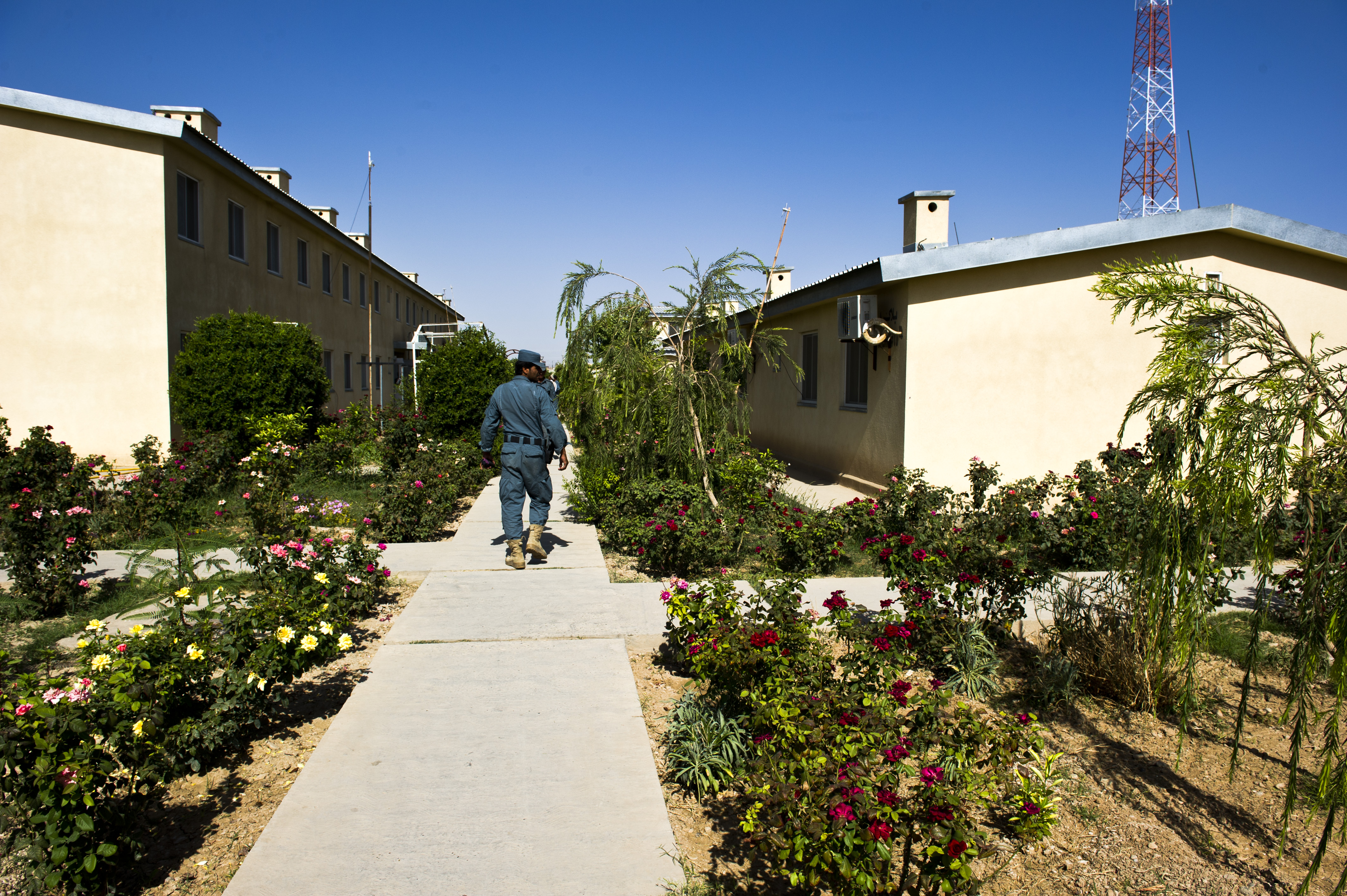
مركز للشرطة الوطنية الأفغانية في لاشكرجه.

في أبريل 2008، احتل حوالي 1500 من الكتيبة الثانية من مشاة البحرية السابعة مساحة تزيد عن 300 ميل مربع (780 كـم2) من وادي نهر هلمند ومحافظة فرح المجاورة. كانت العملية تهدف إلى إنشاء قواعد عمليات متقدمة وتدريب الشرطة الوطنية الأفغانية في منطقة بدعم خارجي ضئيل أو معدوم.
أيضا في عام 2008، وفريق التدريب جزءا لا يتجزأ من الجيش الحرس الوطني ولاية أوريغون قاد الكتيبة من الجيش الوطني الأفغاني جندي في القتال ضد طالبان في لشكر غاه، كما رأينا في الفيلم الوثائقي الرعاة هلمند.
في يونيو 2009، تم إطلاق عملية Panther's Claw بهدف معلن وهو تأمين السيطرة على مختلف القنوات والمعابر النهرية وإنشاء وجود دائم للقوة الدولية للمساعدة الأمنية في منطقة وصفها المقدم. ريتشاردسون باعتباره «أحد معاقل طالبان الرئيسية» قبل الانتخابات الرئاسية الأفغانية عام 2009.
في يوليو 2009، توغل حوالي 4000 من مشاة البحرية الأمريكية في وادي نهر هلمند في هجوم كبير لتحرير المنطقة من متمردي طالبان. كانت العملية ، التي أطلق عليها اسم عملية خنجر (عملية خنجر)، أول دفعة كبيرة منذ طلب الرئيس الأمريكي أوباما إرسال 21 ألف جندي إضافي في أفغانستان، لاستهداف متمردي طالبان.
في فبراير 2013، ذكرت بي بي سي أن الفساد يحدث في قواعد الشرطة الوطنية الأفغانية، حيث تقوم بعض القواعد بتسليح الأطفال، واستخدامهم كخدم وأحيانًا الاعتداء عليهم جنسياً؛ في أوائل مارس 2013، ذكرت صحيفة نيويورك تايمز أن الفساد الحكومي متفشٍ مع الاتهامات الروتينية ضد الشرطة بزعزعة المدنيين والاعتداء عليهم جنسياً مما يؤدي إلى إضعاف الولاء للحكومة.
في 13 أغسطس 2021، سقطت عاصمة الإقليم لشكركاه في أيدي حركة طالبان بعد أسابيع من القتال في معركة لشكرجة. وقيل إن حوالي 1500 جندي أفغاني استسلموا، تاركين المقاطعة في أيدي طالبان.

## النقل والاقتصاد
يخدم مطار بوست سكان هلمند للرحلات الداخلية إلى أجزاء أخرى من البلاد. وهي مصممة للاستخدام المدني. استخدمت القوات التي يقودها الناتو المطار بكثافة في معسكر شوراباك، كامب باستيون سابقًا. كما يقع معسكر ليذرنيك، الذي كان القاعدة البريطانية الرئيسية في أفغانستان أثناء الاحتلال ، متاخمًا أيضًا. أعلنت حركة طالبان مسؤوليتها عن جميع المواقع في 13 أغسطس 2021.
لا توجد خدمة سكك حديدية. تشمل الطرق الرئيسية الطريق الدائري الذي يمر عبر هلمند من قندهار إلى ديلارام. هناك طريق رئيسي بين الشمال والجنوب (الطريق السريع 611) يمتد من لاشكارجاه إلى سانجين. حوالي 33٪ من طرق هيلماندز غير صالحة للسير خلال مواسم معينة وفي بعض المناطق لا توجد طرق على الإطلاق.
الزراعة هي المصدر الرئيسي لدخل الأغلبية. وهذا يشمل الزراعة وتربية الحيوانات. تشمل الحيوانات الأبقار والأغنام والماعز والدجاج. تستخدم الحمير والإبل في العمل. المقاطعة لديها إمكانات لمصايد الأسماك. تنتج المنطقة ما يلي: الأفيون والتبغ والقطن والقمح والبطاطس.

## الرعاية صحية
انخفضت نسبة الأسر المعيشية التي لديها مياه شرب نظيفة من 28٪ عام 2005 إلى 3٪ عام 2011. ارتفعت النسبة المئوية للولادات التي تمت تحت إشراف قابلة ماهرة من 2٪ في عام 2005 إلى 3٪ في عام 2011.

## التعليم

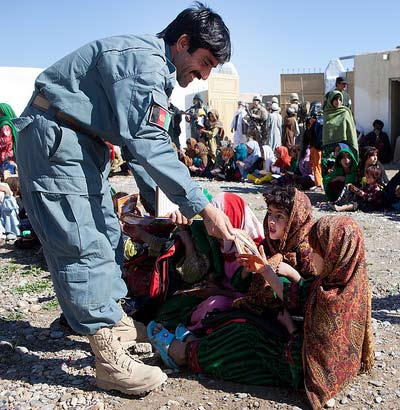
ضابط شرطة أفغاني يعطي كتابًا لطالبات المدارس أثناء افتتاح مدرسة جديدة للفتيات في هلمند

ارتفع معدل الإلمام بالقراءة والكتابة الإجمالي (6 سنوات فأكثر) من 5٪ عام 2005 إلى 12٪ عام 2011. انخفض معدل الالتحاق الصافي الإجمالي (6-13 عامًا) من 6٪ في عام 2005 إلى 4٪ في عام 2011.

## التركيبة السكانية

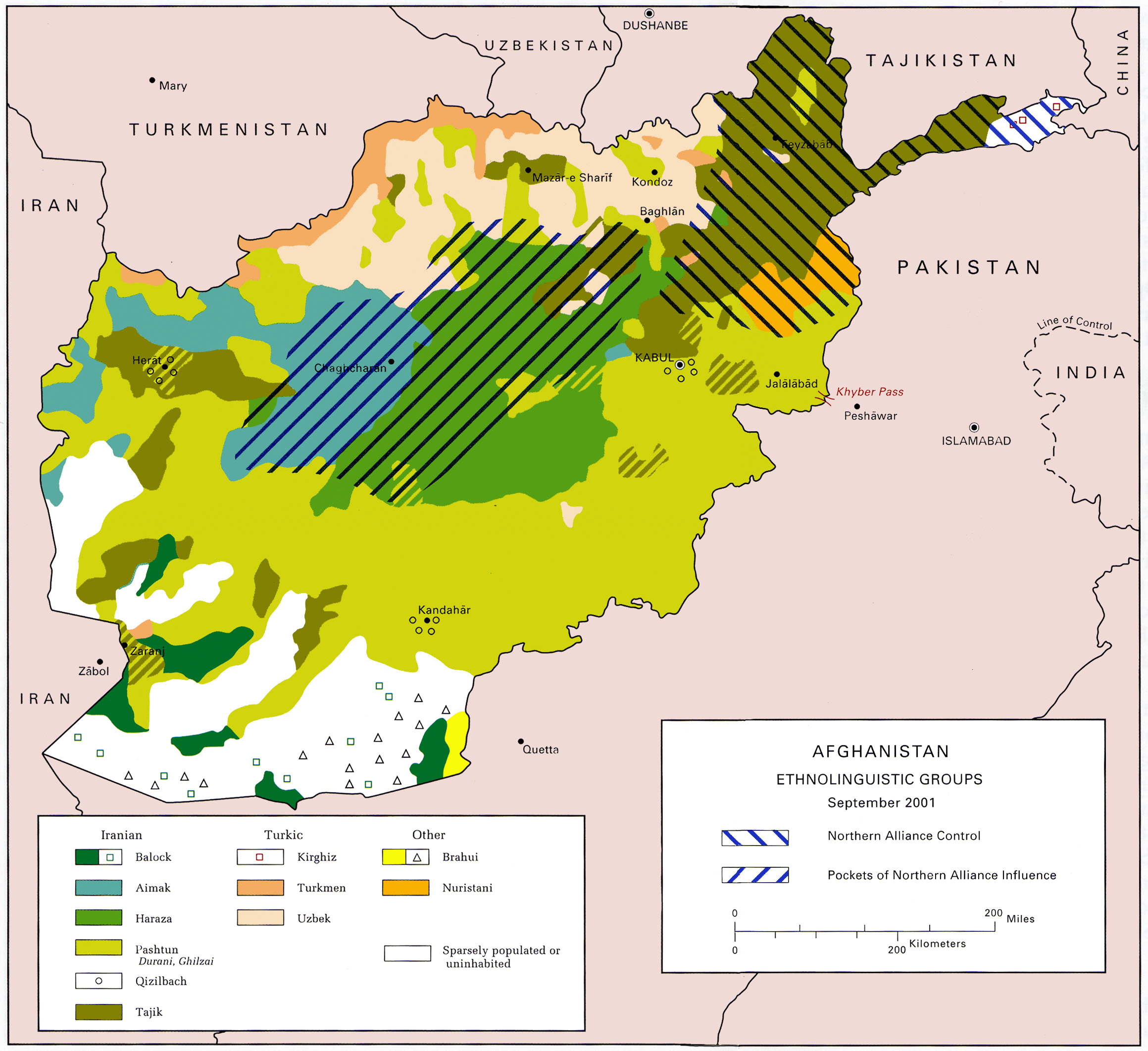
الجماعات العرقية اللغوية في أفغانستان

مناطق مقاطعة هلمند

اعتبارًا من عام 2020، بلغ عدد سكان مقاطعة هلمند حوالي 1,446,230. إنها في الغالب مجتمع قبلي وريفي ، حيث يغلب السكان الأصليون من البشتون ؛ وهناك أقليات صغيرة من الطاجيك والهزارة وغيرهم. ينقسم الباشتون إلى القبائل التالية: Barakzai (32٪)، Nurzai (16٪)، Alakozai (9٪)، وEshaqzai (5.2٪). يمارس جميع السكان الإسلام السني باستثناء عدد قليل من الهزاره من الشيعة والسيخ الذين يتبعون السيخية. 12.5٪ من السكان يعيشون تحت خط الفقر الوطني.

## المناطق
| يصرف              | عاصمة     | السكان     | مساحة       | عدد القرى والمجموعات العرقية        |
| ----------------- | --------- | ---------- | ----------- | ----------------------------------- |
| باغران            |           | 129.947    | 3,124 كم 2  | 38 قرية. البشتون.                   |
| ديشو              |           | 29.005     | 9,485 كم 2  | 80٪ الباشتون و 20٪ البلوش           |
| جارمسير           |           | 107153     | 10,345 كم 2 | 112 قرية. البشتون.                  |
| كاجاكي            |           | 119,023    | 1,976 كم 2  | 220 قرية 100٪ باشتون                |
| خانشين            |           | 17333      | 13153 كم 2  | البشتون                             |
| لشكرجة            | لشكرجة    | 201.546    | 998 كم 2    | 160 قرية. البشتون.                  |
| مرجة              | مرجة      |            | 2300 كم 2   | 95٪ الباشتون ، 5٪ الطاجيك والهزارة. |
| موسى قلعة         | موسى قلعة | 138896     | 1,694 كم 2  | البشتون                             |
| ناد علي           |           | 235.590    | 4564 كم 2   | 90٪ بشتون و 10٪ تركمان و الهزاره.   |
| جريشك (نهري سراج) |           | 166.827    | 1,543 كم 2  | 97 قرية. البشتون                    |
| Nawa-I-Barakzayi  |           | 300000     | 4135 كم 2   | 350 قرية. البشتون                   |
| نوزاد             |           | 108258     | 4,135 كم 2  | 100٪ الباشتون                       |
| سانجين            | سانجين    | 66901      | 508 كم 2    | 99٪ بشتون ، 1٪ هزارة ، طاجيك وعرب.  |
| واشير             |           | 31476      | 4319 كم 2   | البشتون                             |
| بهرام شاه         |           | (300-3500) |             |                                     |

## سياسة
- محمد داود

## صور

Images of Helmand Province
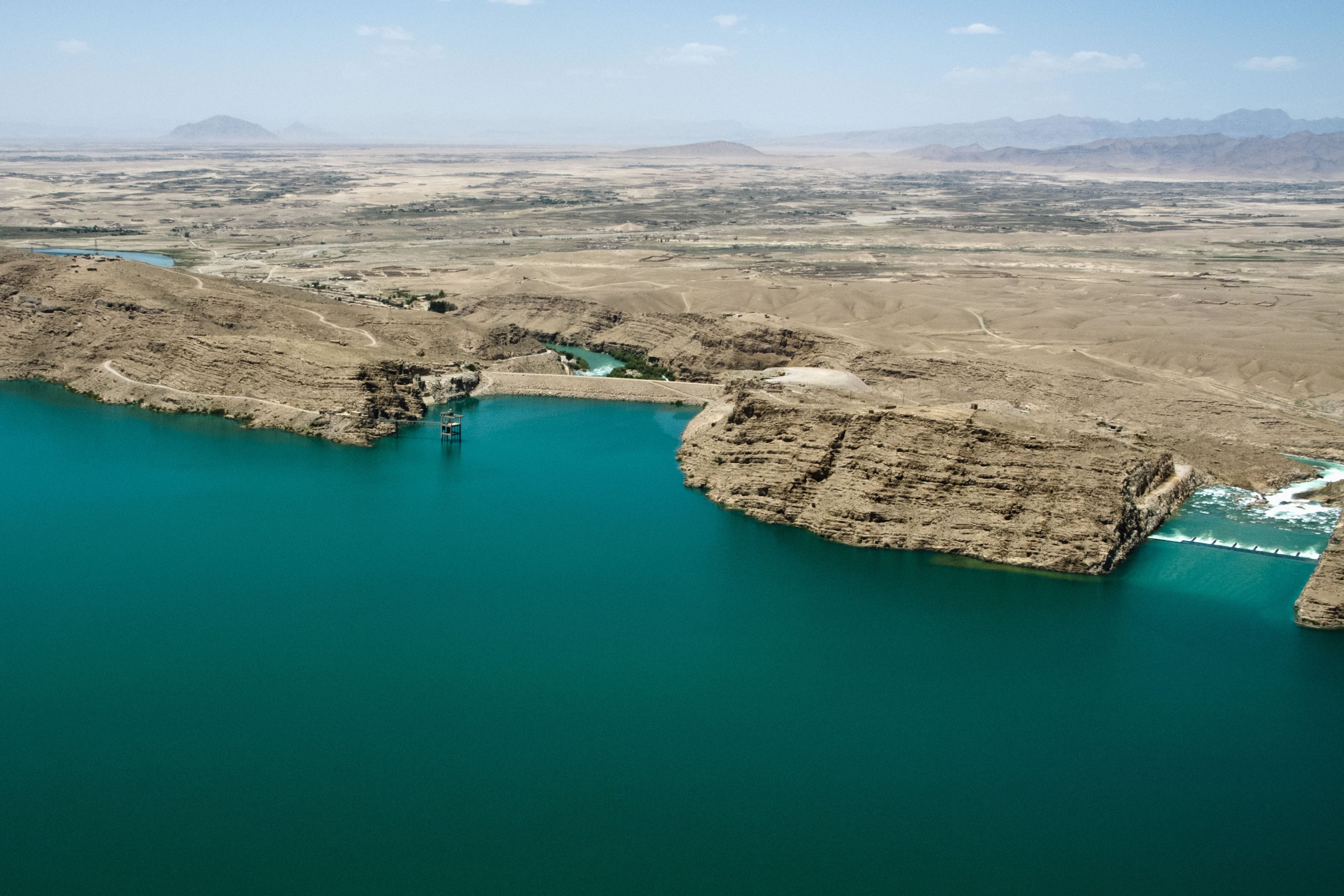
سد كاجاكي (على اليسار) والمجرى (على اليمين)
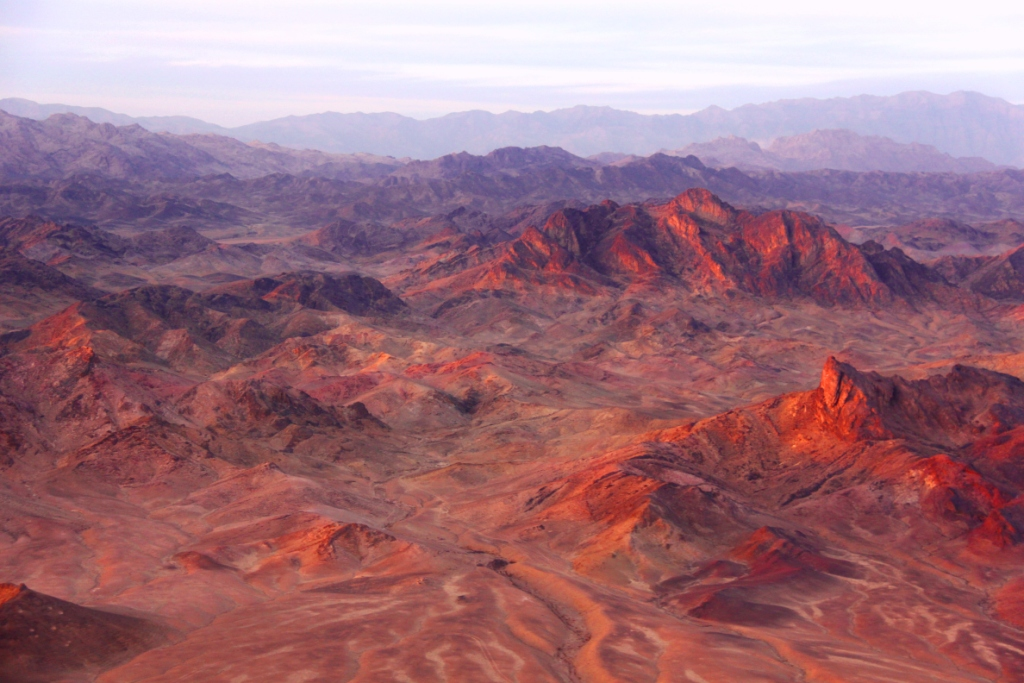
الجبال في منطقة موسى قلعة  [لغات أخرى]‏ أثناء غروب الشمس
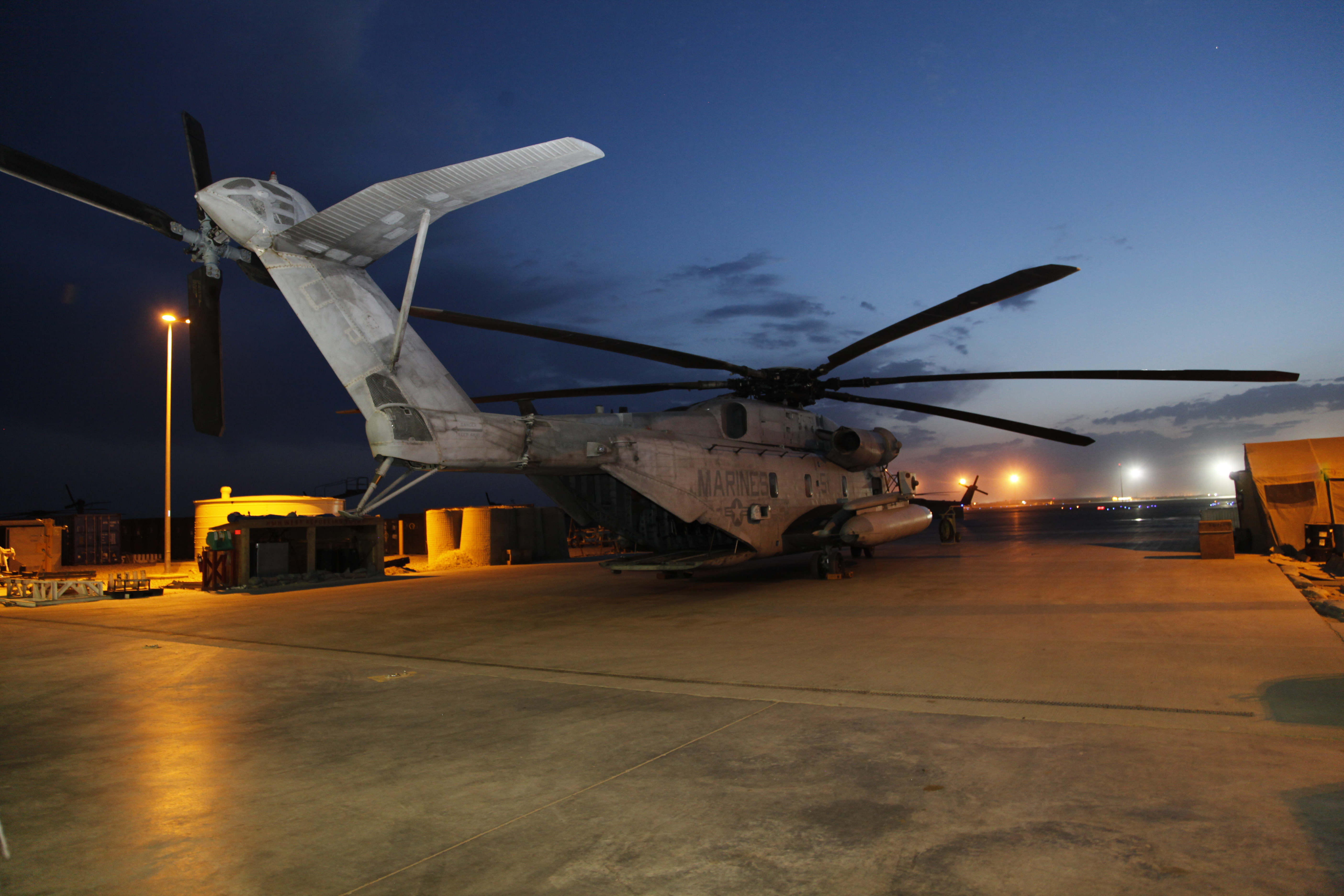
معسكر باستيون  [لغات أخرى]‏ في الليل
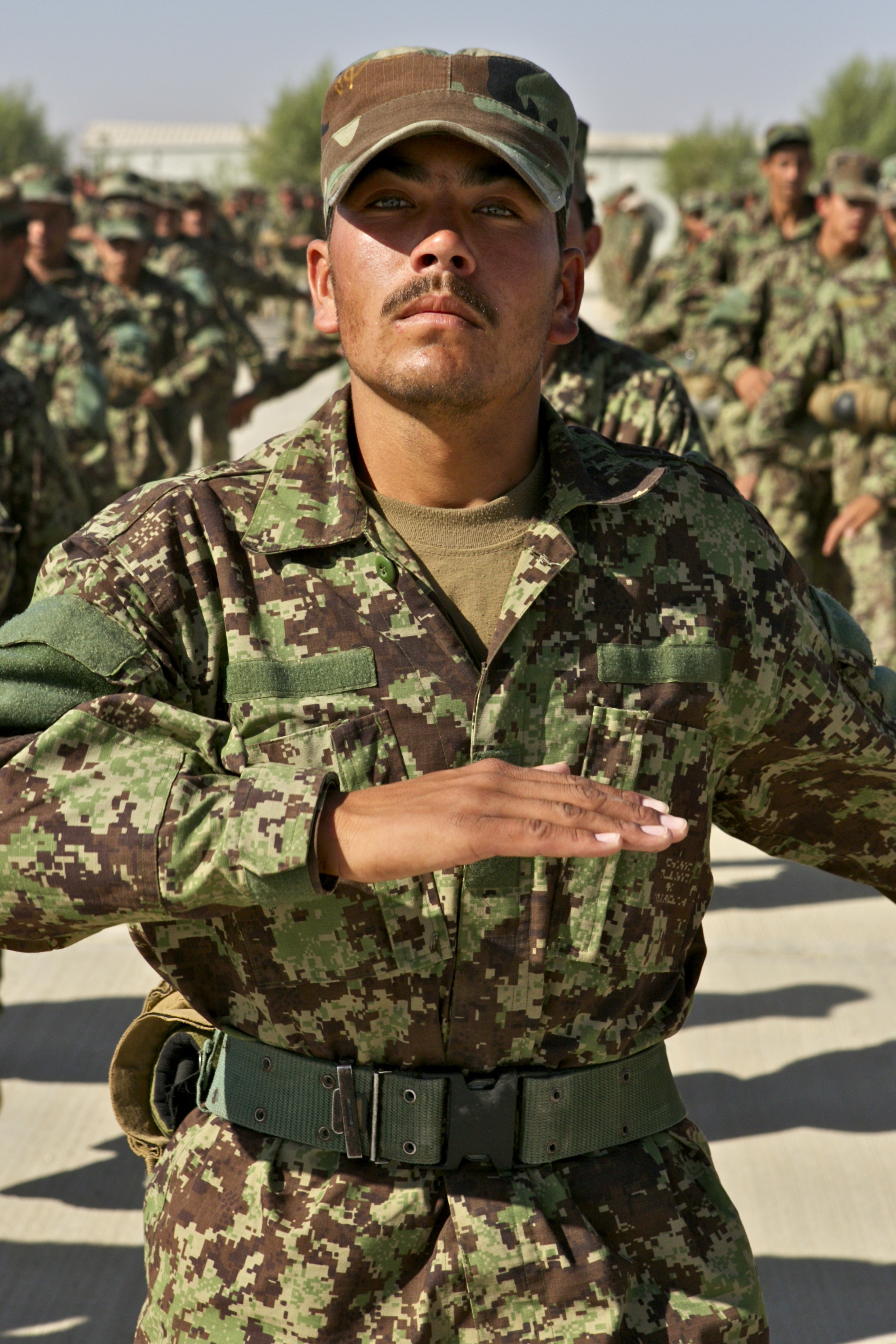
مجند أفغاني جديد
قاعدة العمليات الأمامية في إدنبرة
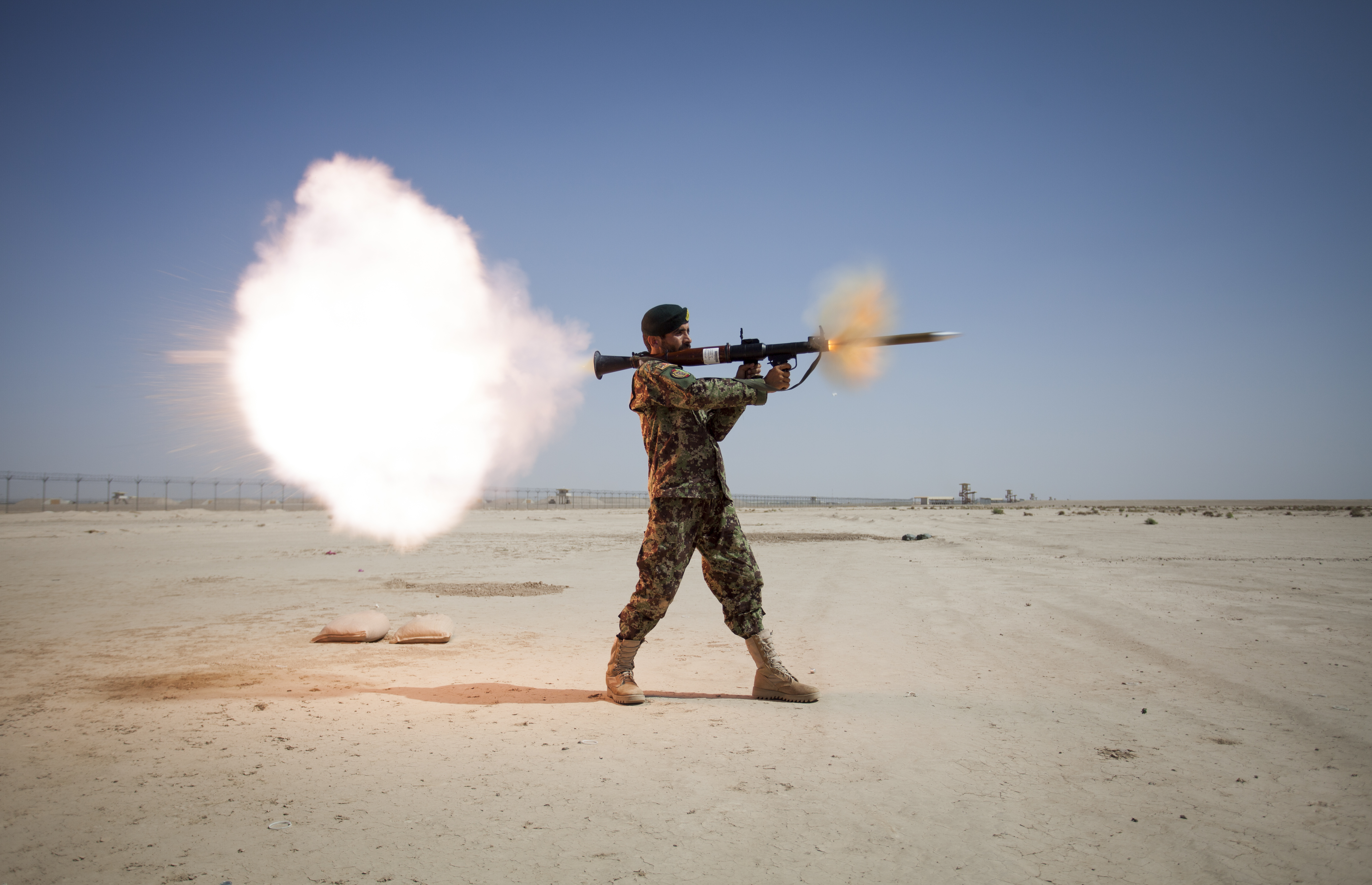
جندي من الجيش الوطني الأفغاني (ANA) يحمل قذيفة آر بي جي 7 في معسكر شوراباك في ولاية هلمند
قوات الأمن الوطني الأفغانية ، والتي تشمل الشرطة الوطنية الأفغانية  [لغات أخرى]‏ (ANP) ، شرطة الحدود الأفغانية  [لغات أخرى]‏ (ABP) والشرطة المحلية الأفغانية  [لغات أخرى]‏ (ALP)
الأفغان مع الأعلام الوطنية

## أعلام
- غاري أودونيل
- سارة براينت
- الملا عبد الرؤوف
- مارك رايت
- روبرت هامر